# Пеберхольм
Пеберхольм (дат. Peberholm — «Перец-остров») — небольшой искусственный остров, расположенный на территории Дании в проливе Эресунн. Является частью муниципалитета Торнбю. Был создан в качестве части Эресуннского моста, соединяющего Данию и Швецию. Построен недалеко от небольшого острова Сальтхольм и назван в дополнение к нему: с дат. Saltholm — «соль-остров».

## Причины постройки
Основной причиной постройки острова была необходимость в точке перехода тоннеля в мост.
Необходимость тоннеля обусловлена несколькими причинами. Во-первых, крупнейший в Дании аэропорт Каструп расположен в непосредственной близости к западному концу перехода, и правила безопасности не допускают строительства высоких сооружений в его районе. Также, постройка тоннеля позволила не вводить какие-либо ограничения на высоту судов, проходящих через пролив.
Остров также решил проблему утилизации грунта, образовавшегося в результате дноуглубительных работ в районе моста. Такие работы были необходимы для снижения уровня приливов до безопасных для моста значений.

## Построенный во имя сохранения экологии
Изначальный проект моста через Эресунн предполагал активное использование острова Сальтхольм в качестве основы моста. Это требовало либо постройки автотрассы и железной дороги через Сальтхольм, либо увеличение этого острова для этих же целей.
Оба этих варианта были отвергнуты в целях защиты экологии острова Сальтхольм. Датские и шведские политики приняли решение построить искусственный остров немного южнее Сальтхольма для достижения этих целей. Место было выбрано таким образом, чтобы обеспечить беспрепятственный поток воды через пролив, что являлось основным предметом споров о возведении моста.
Пеберхольм защищен строгими законами. Только биологам разрешено посещать его раз в год за пределами железной дороги и автотрассы.
Остров является биологическим экспериментом. Ученые надеются, что природа сама освоит этот остров и сделает его цветущим, без какого-либо вмешательства человека. На июнь 2007 года ученые из Биологического Общества Лунда зарегистрировали 454 вида растений на острове. В 2010 году насчитывалось уже 500 видов растений, 10-12 зайцев, перешедших по льду с соседнего острова Сальтхольм, и неизвестное количество мышей, а в 2011 году — 25 видов птиц.